# Родионова, Анна Александровна
Анна Александровна Родионова (род. 21 ноября 1996 года, Йошкар-Ола, Россия) — российская гимнастка; бронзовый призёр чемпионата Европы 2014 года в командном первенстве. Мастер спорта России. Член сборной команды РФ (основной состав).
Победительница этапа Кубка мира-2012 в командном первенстве (Штутгарт, Германия).
В 2013 году выступала на чемпионате мира по спортивной гимнастике в Антверпене в составе женской сборной России, где заняла 16 место в финале многоборья и 8 — в соревнованиях на бревне.
О её выступлении 9-кратная чемпионка Лариса Латынина заметила: «Аня Родионова меня просто потрясла. Она удивительная! … Не ожидала увидеть Аню в Антверпене в многоборье, но то, как она справилась с задачей, которую, как понимаю, ей никто не планировал, заслуживает всяческого уважения».
Следующий шаг спортсменки — попасть в олимпийскую команду на летние Олимпийские игры 2016 года в Бразилии.